# San qiang pai an jing qi
San qiang pai an jing qi (Chinês:三槍拍案驚奇, br: Uma mulher, uma arma e uma loja de macarrão)  é um filme chinês lançado em 10 de Dezembro de 2009, dirigido por Zhang Yimou. Ele foi inspirado no filme Norte Americano, Blood Simple de 1984.

## Elenco
- Sun Honglei - Zhang
- Shen-Yang Xiao - Li
- Yan Ni - Esposa de Wang
- Ni Dahong - Wang
- Cheng Ye - Zhao
- Mao Mao - Chen
- Zhao Benshan - Capitão
- Julien Gaudfroy - Mercador Persa